# Вълчеполска котловина
Вълчеполската котловина е котловина в източната част на Източните Родопи, между рида Гората на север и рида Сърта на юг, по долното течение на река Арда. Дължината ѝ от запад на изток е около 15 км, а ширината до 10 км. Средна надморска височина на котловинното дъно 100 – 200 м.
Образувана е през горния олигоцен в резултат на тектонско потъване, когато се запълва с мощни езерни чакълести и песъчливо-глинести утайки. През неогена и кватернера заплънката ѝ частично се денудира. Котловинната основа е нахълмена и набраздена от плитките долини на левите притоци на река Арда, която протича в южната ѝ част. Южната, най-ниска част на котловината е залята от водите на язовир „Ивайловград“ Климатът е умереноконтинентален със средиземноморско влияние. Има находища на въглища с непромишлено значение (Вълчеполски басейн), глини и чакъли. Благоприятни условия за развитие на селско стпанство, а в близкото минало и овцевъдство.
В нея са разположени 8 села: Бориславци, Вълче поле, Голяма долина, Дъбовец, Ефрем, Малки Воден, Малко Брягово и Селска поляна.
В двата края на котловината преминават два пътя от Държавната пътна мрежа:
- В източната ѝ част, от юг на север, на протежение от 5,3 км – участък от третокласен път № 597 Ивайловград – Малко градище – Любимец;
- В най-западната ѝ част, от север на юг, на протежение от 4 км – участък от третокласен път № 808 Харманли – Долни Главанак – Силен.[1]

## Топографска карта
- Лист от карта K-35-76. Мащаб: 1 : 100 000.
- Лист от карта K-35-77. Мащаб: 1 : 100 000.
- Лист от карта K-35-88. Мащаб: 1 : 100 000.
- Лист от карта K-35-89. Мащаб: 1 : 100 000.